# گورستان میرزا حسن
گورستان میرزا حسن (انگلیسی: Mirza Hassan Cemetery) یکی از چهار گورستان باستانی مسلمانان (اواخر سده هجده یا اوایل سده نوزدهم میلادی) واقع در شهر شوشی است. این گورستان پس از تصرف شوشی توسط ارامنه ویران شد.

## افراد سرشناس دفن شده
- قاسم بیگ ذاکر
- کربلایی صفی‌خان قره‌باغی
- میرزا جمال جوانشیر